# Ceroplesis fasciata
Ceroplesis fasciata är en skalbaggsart som beskrevs av Aurivillius 1913. Ceroplesis fasciata ingår i släktet Ceroplesis och familjen långhorningar. Inga underarter finns listade i Catalogue of Life.